# Butenin
Butenin, häufig auch als Vinylacetylen bezeichnet, ist ein farbloses Gas. Es ist eine organisch-chemische Verbindung und ist der kleinstmögliche Vertreter der Enine, einer Gruppe mehrfach ungesättigter Kohlenwasserstoffe, die strukturell sowohl Alken- als auch Alkincharakter haben.

## Herstellung
Im Labor ist es am einfachsten durch zweifache Dehydrohalogenierung (Eliminierung) von 1,3-Dichlor-2-buten zugänglich.
Technisch ist Butenin durch die katalytische Dimerisierung von Ethin (Acetylen) herstellbar. Die Dimerisation wird durch den Einsatz eines Nieuwland-Katalysators (Kupfer(I)-chlorid) in wässriger Phase begünstigt. 
Butenin wurde in größeren Mengen erstmals von Mitarbeitern der Firma DuPont 1931 produziert.

## Eigenschaften
Als stark ungesättigte Verbindung neigt Vinylacetylen zum spontanen Zerfall. Es ist nicht lagerstabil und in reiner Form nicht käuflich erhältlich. Aus Sicherheitsgründen sollte es nur mit inerten Gasen verdünnt gehandhabt werden. Auch wenn es noch keine offizielle Gefahrstoffkennzeichnung trägt, so ist es – wie jeder gasförmige Kohlenwasserstoff – als hochentzündlich zu betrachten. Seine Gemische mit Luft sind in bestimmten Konzentrationsgrenzen explosionsgefährlich.

## Weitere physikalische Daten
Die kritische Temperatur liegt bei 183 °C.

## Verwendung
Vinylacetylen wurde früher als Zwischenprodukt für die Synthese von Chloropren (2-Chlor-1,3-butadien) verwendet. Das Chloropren wurde durch Addition von Chlorwasserstoff an Butenin hergestellt.
Vinylacetylen lässt sich kontrolliert zu Polyvinylacetylen polymerisieren, das beispielsweise als Ausgangsprodukt für Kohlenstofffasern geeignet ist.